# Matriarcalismo
El matriarcalismo es una forma de matricentrismo o matrifocalismo, es decir, una estructura psicosocial centrada o focalizada en el símbolo de la Madre/Mujer, el cual encuentra en el arquetipo de la Gran Madre su precipitado como proyección de la Madre Tierra/Naturaleza divinizada.
Los antropólogos no suelen usar el término matriarcado por no haber quedado totalmente demostrado la existencia de un matriarcado en el mismo sentido del que se habla cuando se utilizada el de patriarcado, es decir, en el sentido de una sociedad dominada por la Mujer o Madre. El matriarcado implicaría una realidad bruta o realidad objetiva impositiva, mientras el matriarcalismo es una estructura psicosocial, que más que una realidad objetiva, sería una realidad intersubjetiva estructurada a distintos niveles como el hermeneútico.